# 祖國之母 (基輔)
祖國之母（羅馬化：Batkivshchyna-Maty）是位於烏克蘭首都基輔的巨型雕像，位於第聶伯河右岸，屬烏克蘭二戰歷史博物館的一部分，為基輔的地標之一。该巨型雕像被拟定更名为“乌克兰母亲”，尚未正式決定何時更名。

## 歷史
祖國之母雕像是為紀念前蘇聯在衛國戰爭中陣亡的士兵而建，「母親」的左右手分別高舉盾和劍，從底座至最高劍間總高62米。原先的建造計畫由曾設計伏爾加格勒「祖国母亲在召唤」雕塑的叶夫根尼·武切季奇進行，1974年武切季奇過世後，由烏克蘭雕塑家瓦西里·博羅戴繼續進行該項目。1981年5月9日，雕像在蘇聯最高領導人列昂尼德·勃列日涅夫親自參加的儀式上開幕。

## 去共產化
2018年起，烏克蘭政府即計畫移除雕塑盾牌上的蘇聯國徽，但由於資金及結構安全等顧慮，該計畫一直沒有實質進度。
2023年5月3日，俄羅斯全面入侵烏克蘭後，烏克蘭議會進行投票表決，拆除留在烏克蘭的蘇聯和俄羅斯帝國紀念碑。烏克蘭文化部長於表決後三天宣佈，用烏克蘭國徽取代祖國之母紀念碑上蘇聯國徽的計劃正在進行中。

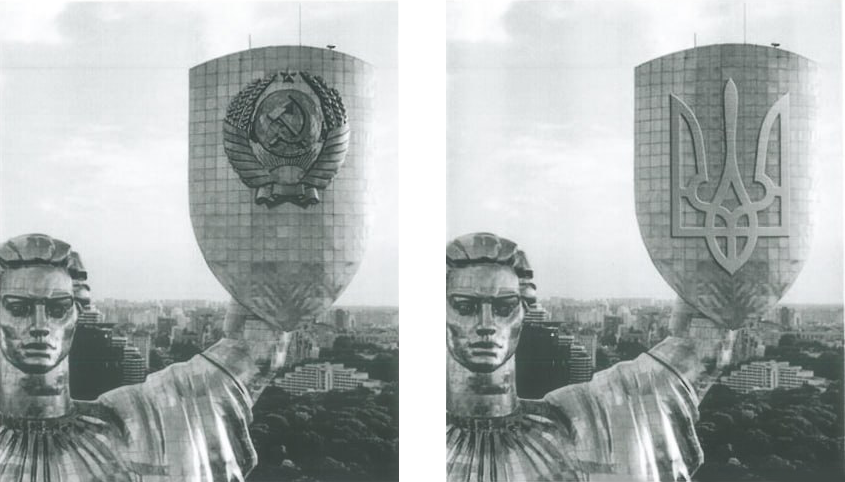
將紀念碑上的蘇聯國徽替換為烏克蘭國徽的模擬圖

7月13日，烏克蘭國家建築和城市規劃檢查局宣佈，頒發許可證，將紀念碑上的蘇聯國徽替換為烏克蘭國徽。7月30日，烏克蘭文化部表示，開始拆除基輔祖國之母雕像上的蘇聯國徽，並裝上烏克蘭國徽，預計將於8月24日烏克蘭獨立日完工。
2023年8月1日，祖國之母雕像上的蘇聯國徽已經完全被拆除。8月6日，當局開始在祖國之母雕像上的盾牌位置，即原蘇聯國徽位置，裝上烏克蘭國徽。8月23日，在烏克蘭獨立日前夕，完成安裝工程。
7月30日，雕像管理機構烏克蘭國家二戰歷史博物館館長表示，作為轉型正義的一環，「祖國之母」紀念碑，擬改名為「烏克蘭母親」紀念碑，待文化部批准。8月27日，文化和信息政策代理部長羅斯蒂斯拉夫·卡蘭傑耶夫表示，目前尚未正式決定將“祖國之母”紀念碑更名為“烏克蘭母親”，但呼籲優先使用新名稱。

## 圖集

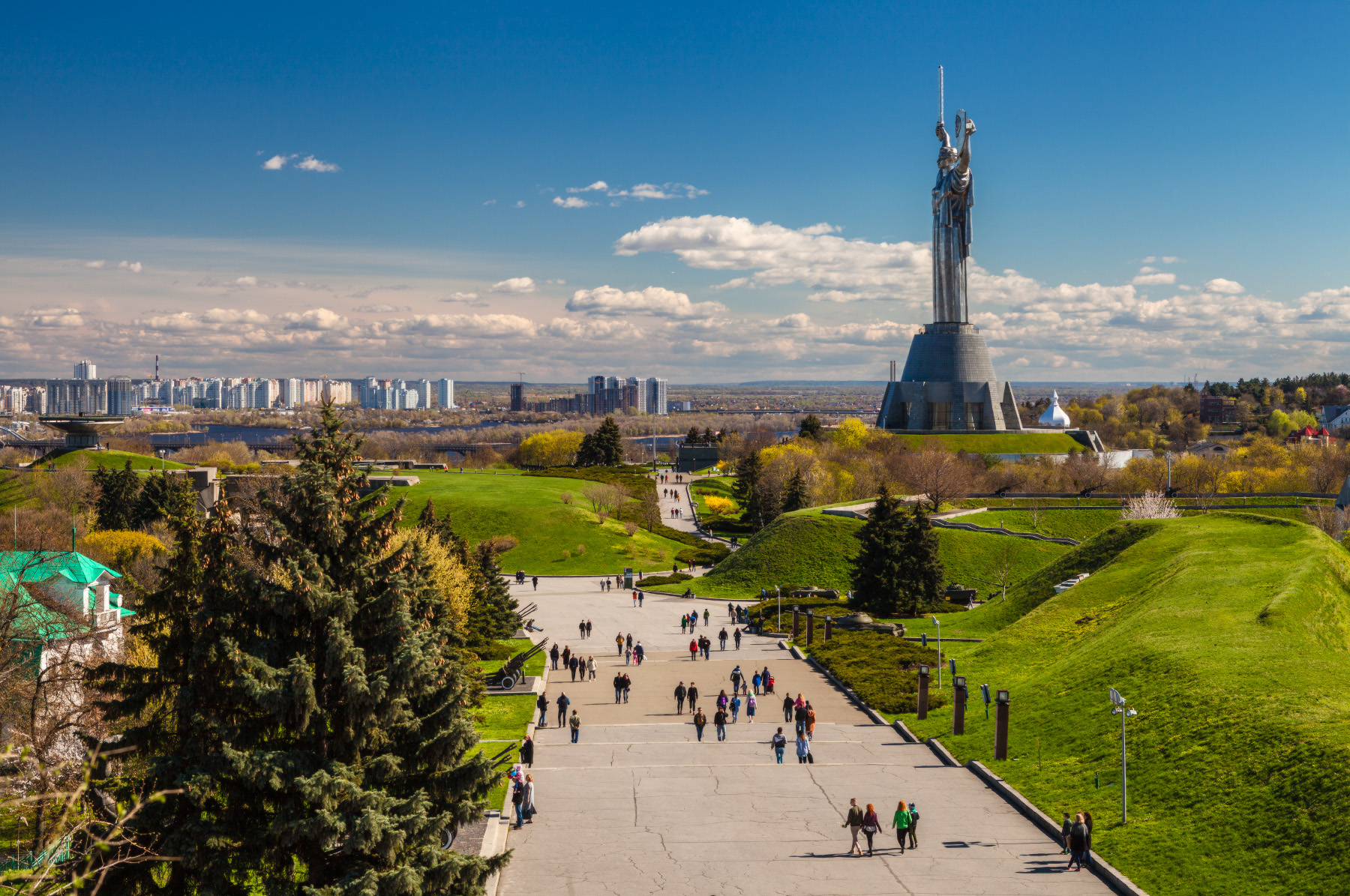
從佩切爾斯克景觀公園（烏克蘭語：Печерський ландшафтний парк）遠眺雕像
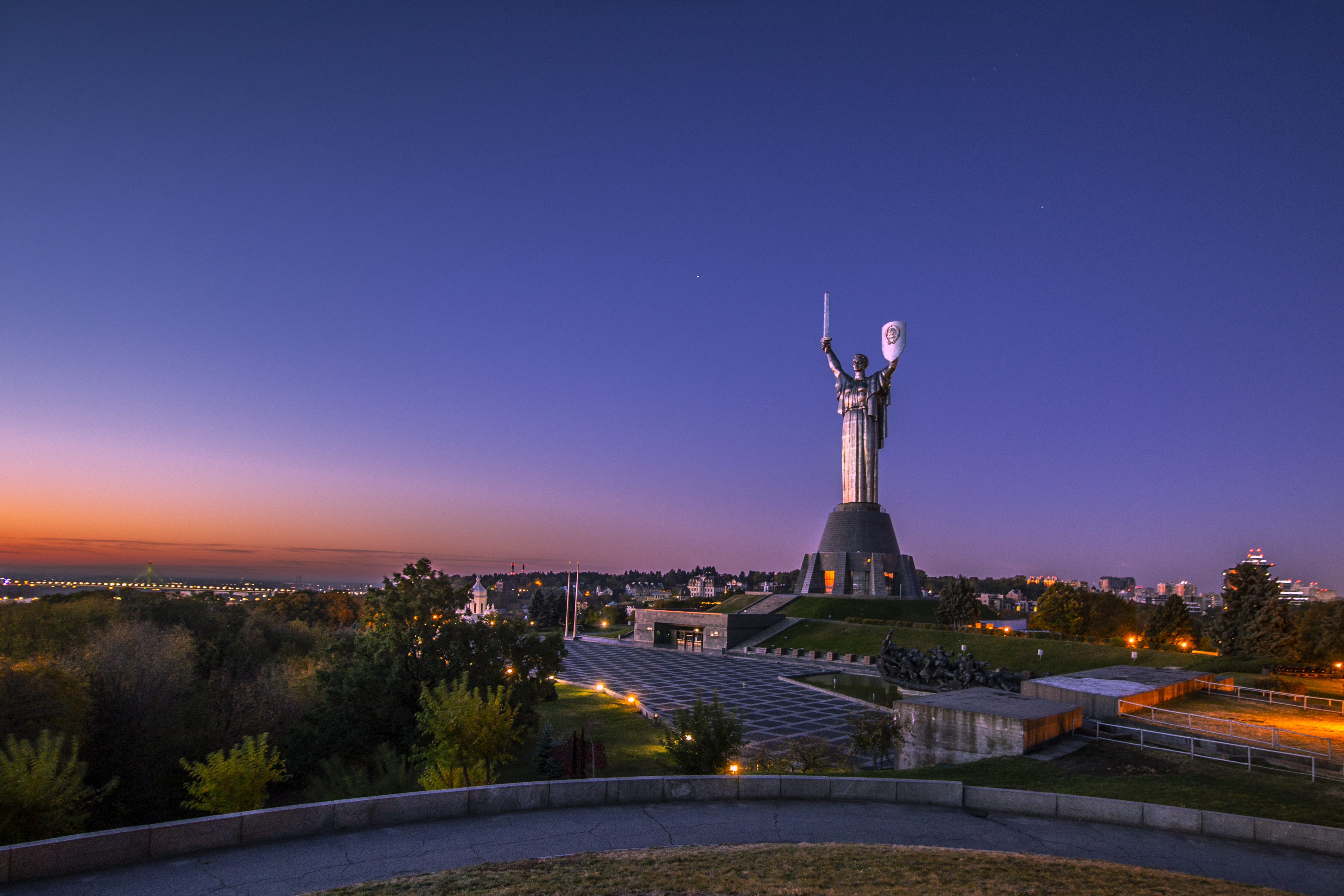
黃昏時景觀
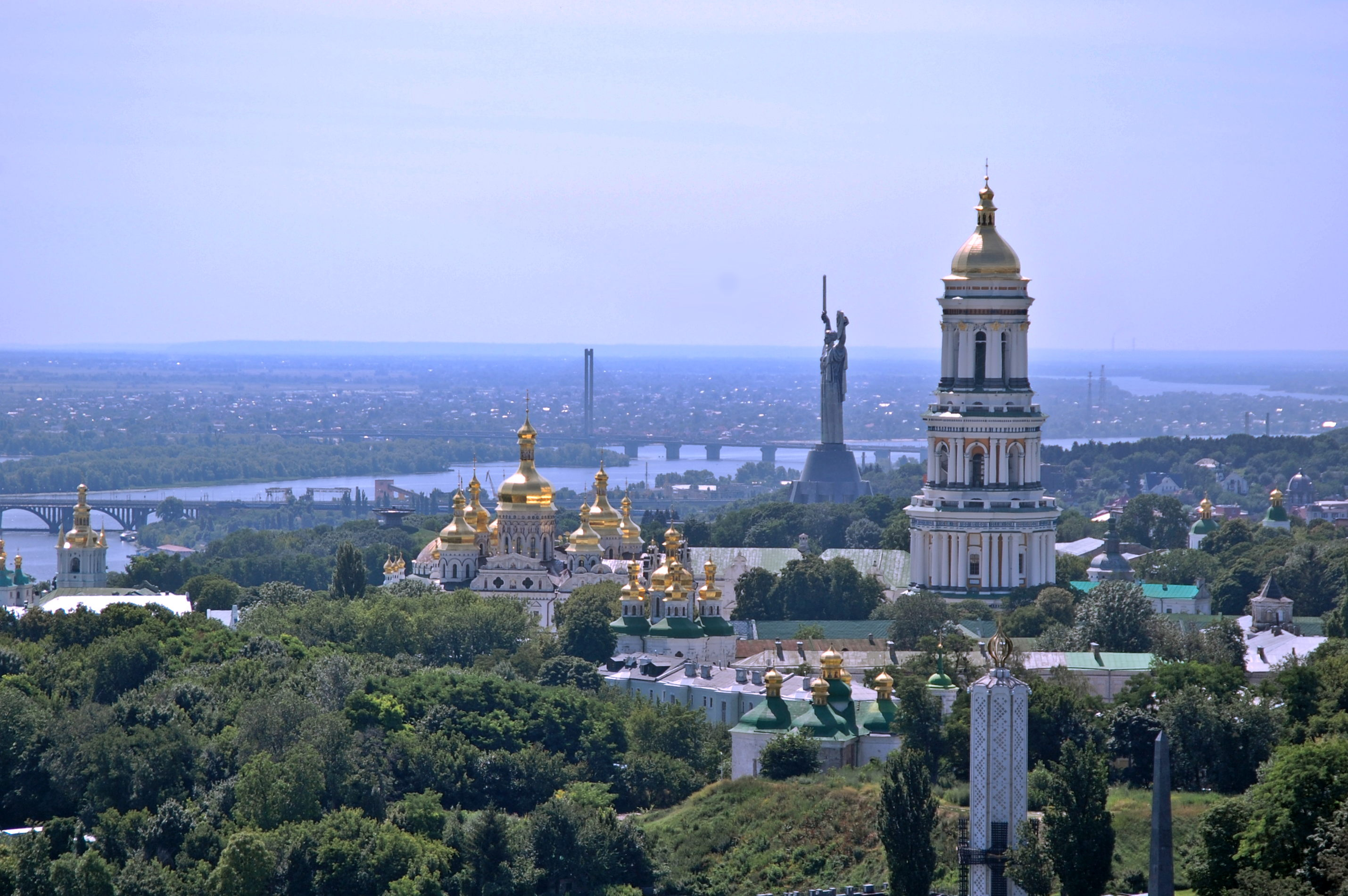
連同基輔洞窟修道院